# Comuna de Rajgród
Rajgród (polaco: Gmina Rajgród) é uma gminy (comuna) na Polónia, na voivodia de Podláquia e no condado de Grajewo. A sede do condado é a cidade de Rajgród.
De acordo com os censos de 2004, a comuna tem 5615 habitantes, com uma densidade 27,1 hab/km².

## Área
Estende-se por uma área de 207,16 km², incluindo:
- área agricola: 58%
- área florestal: 29%

## Demografia
Dados de 30 de Junho 2004:
|                      | Total   | Total | Mulheres | Mulheres | Homens  | Homens |
| -------------------- | ------- | ----- | -------- | -------- | ------- | ------ |
|                      | pessoas | %     | pessoas  | %        | pessoas | %      |
| População            | 5615    | 100   | 2782     | 49,5     | 2833    | 50,5   |
| Densidade (pop./km²) | 27,1    | 100   | 13,4     | 13,4     | 13,7    | 13,7   |

De acordo com dados de 2002, o rendimento médio per capita ascendia a 1330,28 zł.

## Comunas vizinhas
- Bargłów Kościelny, Goniądz, Grajewo, Kalinowo, Prostki